# Литвиненко, Николай Никитович
Николай Никитович Литвиненко (1913—1943) — красноармеец, участник Великой Отечественной войны, Герой Советского Союза (1943).

## Биография
Родился в 1913 году в селе Пиленково (ныне — посёлок Цандрыпш в Абхазии).
После окончания пяти классов школы работал водителем. В 1943 году был призван на военную службу. С августа того же года — на фронте, был стрелком 744-го стрелкового полка 149-й стрелковой дивизии 65-й армии Центрального фронта. Отличился во время битвы за Днепр.
В ночь с 15 на 16 октября 1943 года Литвиненко с группой бойцов переправился через Днепр в районе посёлка Лоев Лоевского района Гомельской области Белорусской ССР и принял активное участие в боях за захват и удержание плацдарма на его западном берегу. Его действия способствовали успешной переправе всего полка. 17 октября 1943 года Литвиненко погиб в бою.
Указом Президиума Верховного Совета СССР от 30 октября 1943 года красноармеец Николай Литвиненко посмертно был удостоен высокого звания Героя Советского Союза. Также посмертно был награждён орденом Ленина.